# Place des Vosges
De Place des Vosges ("Vogezenplein"), voorheen Place Royale, is een plein in het centrum van de Franse hoofdstad Parijs, gelegen in Le Marais op de grens van het 3e en 4e arrondissement. Het plein ontleent zijn naam aan het departement Vosges.
Het bijna vierkante plein is bekend vanwege zijn parkachtig karakter en elegante architectuur. De gevels in late renaissancestijl met kenmerkende arcades zijn sinds 1954 beschermd als monument historique. Samen met de Place Dauphine, de Place des Victoires, de Place Vendôme en de Place de la Concorde is de Place des Vosges een van de vijf koninklijke pleinen van Parijs.

## Ligging, inrichting en bereikbaarheid
De Place des Vosges ligt op de rechteroever (Rive Droite) van de Seine in het centrale deel van Parijs. In de onmiddellijke omgeving liggen onder andere: het Musée Carnavalet, de Boulevard Beaumarchais, de Place de la Bastille met de Opéra Bastille, en de Rue Saint-Antoine met de Église Saint-Paul-Saint-Louis.
Het plein ligt op de grens van twee Parijse quartiers en twee arrondissementen. De grens wordt gevormd door de noordelijke rijweg van het plein. De hier gelegen huizenrij ligt in het Quartier des Archives in het 3e arrondissement. De rest van het plein behoort tot het Quartier de l'Arsenal in het 4e arrondissement.

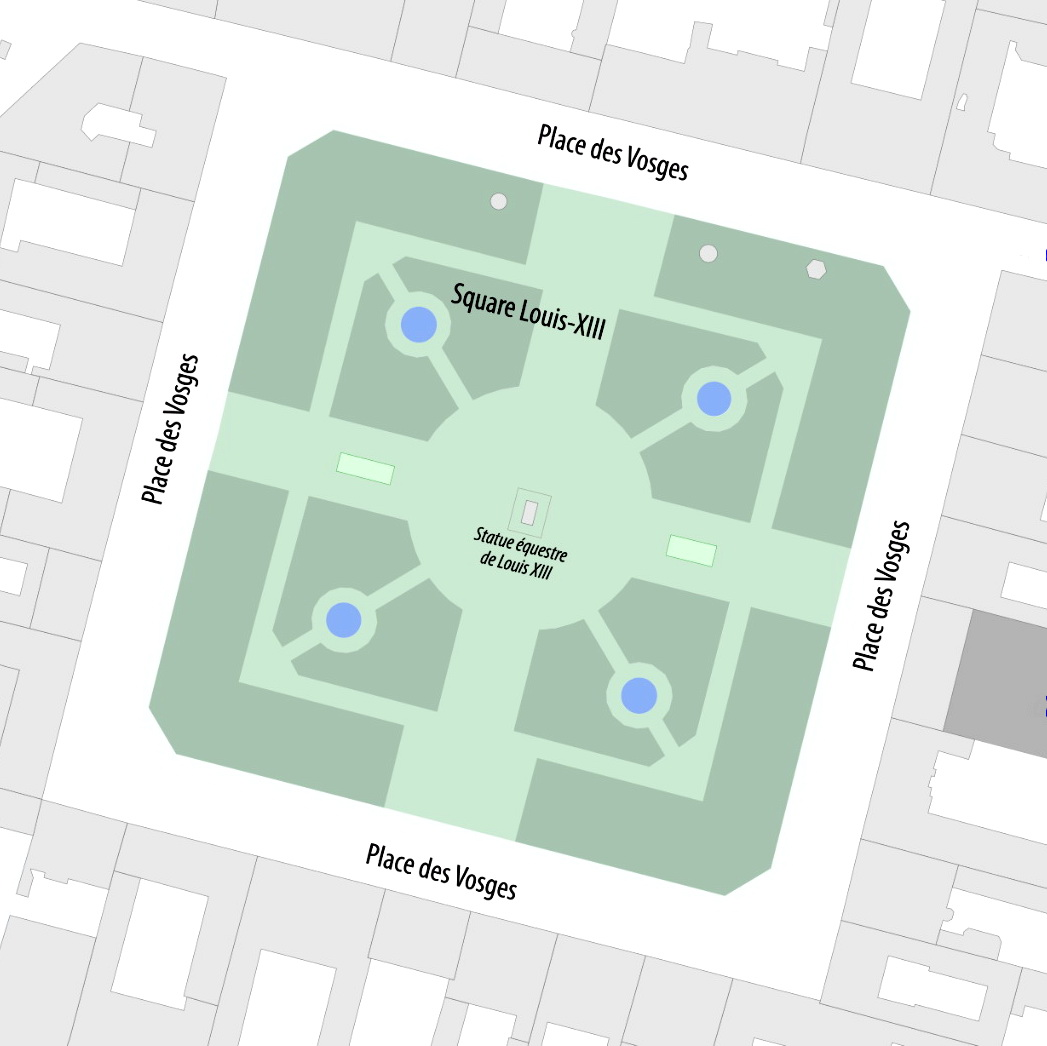
Indeling Square Louis XIII

De Place des Vosges is een plein met een bijna vierkante plattegrond van 140 × 127 meter en een oppervlakte van circa 1,8 hectare. De rijwegen liggen aan de randen van het plein. De daar gelegen trottoirs zijn smal, omdat de meeste voetgangers gebruik maken van de gaanderij achter de arcadebogen. Het middendeel van het plein, verreweg het grootste deel, heet Square Louis XIII. Dit deel is parkachtig ingericht als een Franse baroktuin, volgens een geometrisch patroon van cirkels en vierkanten. De twee hoofdpaden delen de tuin in vier kwarten, deels met afgeschuinde hoeken. Diagonale paden zorgen voor een verdere vlakverdeling. Op het snijpunt van de hoofdpaden en de diagonalen bevindt zich een grote, ronde open ruimte met een standbeeld. Min of meer in het midden van elk kwart staan fonteinen binnen ronde perken. Langs de paden en onder de bomenrijen staan tientallen zitbanken. In het oostwest verlopende hoofdpad zijn twee zandbakken opgenomen.
De aan de noordzijde van het plein gelegen rijweg is de voornaamste verkeerstraat. Deze sluit in het westen aan op de Rue des Francs-Bourgeois en in het oosten op de Rue du Pas-de-la-Mule. In het midden van de noordelijke pleinwand bevindt zich een poort, die aansluiting geeft op de Rue de Béarn. Hier geldt eenrichtingverkeer (van noord naar zuid). Aan de zuidzijde van het plein geeft een tweede poort toegang tot de Rue de Birague. Hier is tweerichtingsverkeer toegestaan. Andere toegangswegen zijn er niet. Op het hele plein geldt eenrichtingsverkeer (met de klok mee), fietsers uitgezonderd. Bussen zijn alleen toegestaan op de noordelijke rijweg.
In de omgeving van de Place des Vosges liggen vier metrostations: Saint-Paul , Bastille   , Bréguet-Sabin  en Chemin Vert .

## Geschiedenis
Het plein werd tussen 1605 en 1612 gebouwd op bevel van de Franse koning Hendrik IV, die regeerde van 1589 tot 1610. Het was het eerste stedelijke plein in Parijs. De opdrachtgever maakte de voltooiing niet meer mee omdat hij op 16 mei 1610 werd vermoord. Het plein werd tussen 5 en 7 april 1612 ingehuldigd met toernooien en andere feestelijkheden ter gelegenheid van de tweevoudige verloving van koning Lodewijk XIII met Anna van Oostenrijk en van Elisabeth van Bourbon, de zuster van de koning, met de toekomstige koning Filips IV van Spanje. De huwelijkscontracten van het dubbele kinderhuwelijk werden drie maanden later ondertekend. De koning was toen elf jaar oud; zijn zwager was zeven.
Het plein heette oorspronkelijk Place Royalle (Middelfranse spelling), vanwege de bemoeienis van Hendrik IV bij de totstandkoming. Het middendeel was vlak, zanderig en onbegroeid, het diende als terrein voor cavalcades, toernooien, ringsteken en soms ook voor duels. In 1639 werd midden op het plein een bronzen ruiterstandbeeld van Lodewijk XIII opgericht. Het beeld werd uitgevoerd door Pierre Biard (le jeune), in opdracht van kardinaal Richelieu. In 1670 werd het middendeel van het plein ommuurd en was daardoor niet langer openbaar. Er werden gazons aangelegd, gescheiden door zandpaden. Het was verboden de grasvelden te betreden en balspelen waren evenmin toegestaan. In 1687 werd de muur vervangen door een smeedijzeren hek met vier ingangen. De toegang was verboden voor lieden die slecht gekleed waren, uitgezonderd eenmaal per jaar, op 25 augustus, de feestdag van Lodewijk de Heilige. Eind achttiende eeuw werden de eerste bomen geplant.
Tijdens de Franse Revolutie kreeg het plein een andere naam. In 1792 werd het herdoopt in Place des Fédérés, en een jaar later in Place de l'Indivisibilité. In 1800 besliste het consulaat dat het plein voortaan de naam zou dragen van het eerste departement dat belasting zou afdragen. Het departement Vosges betaalde als eerste en mocht vanaf dat moment zijn naam aan het plein verbinden. Uit het district Remiremont (in Vosges) kwamen ook de eerste vrijwilligers om het bedreigde land in 1800 te verdedigen.
Na de Bourbonrestauratie in 1814/15 kreeg het plein zijn oorspronkelijke naam terug. Het vernielde standbeeld van Lodewijk XIII werd op 4 november 1829 vervangen door een stenen exemplaar. Het werd vervaardigd door Charles Dupaty en na diens dood in 1825 voltooid door Jean-Pierre Cortot. Na nog enkele naamswijzigingen heet het plein sinds 1870 definitief Place des Vosges. 
Namen van het plein door de eeuwen heen
- juli 1605: Place Royalle (of Roialle)
- 19 augustus 1792: Place des Fédérés
- 4 juli 1793: Place de l'Indivisibilité
- 1793: Place du Parc-d'Artillerie
- 1793: Place de la Fabrication des Arms
- 13 september 1800: Place des Vosges
- 27 april 1814: Place Royale
- 1830: Place de la République
- 14 maart 1848: Place des Vosges
- 1852: Place Royale
- 16 september 1870: Place des Vosges

## Bezienswaardigheden

### Hôtels particuliers
De 36 gebouwen rondom de Place des Vosges zijn zogenaamde hôtels particuliers, adellijke herenhuizen. In de westelijke helft van het plein (ten westen van de Rue de Birague en de Rue de Béarn) liggen de oneven huisnummers, in de oostelijke helft de even nummers.
- nr. 1: Pavillon du Roi
- nr. 1-bis: Hôtel Coulanges[2]
- nr. 3: Hôtel de Montmorin[3]
- nr. 5: Hôtel de la Salle
- nr. 7: Hôtel de Sully[4]
- nr. 9: Hôtel de Chaulnes[5]
- nr. 11: Hôtel Pierrard[6]
- nr. 13: Hôtel Dyel des Hameaux[7]
- nr. 15: Hôtel Marchand
- nr. 17: Hôtel de Chabannes[8]
- nr. 19: Hôtel de Montbrun

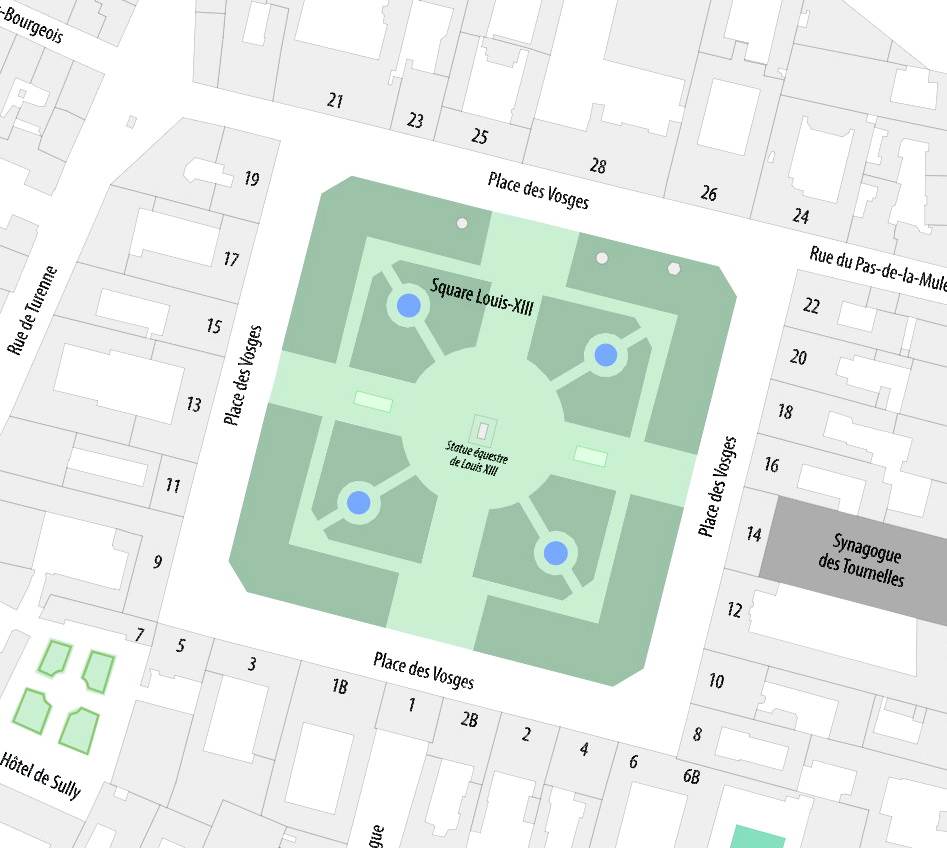
Place des Vosges, bebouwing

- nr. 21: Hôtel du Cardinal de Richelieu[9]
- nr. 23: Hôtel de Bassompierre
- nr. 25: Hôtel de l’Escalopier
- nr. 2-bis: Hôtel du 2-bis place des Vosges
- nr. 2: Hôtel Genou de Guiberville
- nr. 4: Hôtel du 4 place des Vosges
- nr. 6: Hôtel de Rohan-Guémené[10]
- nr. 6 bis: Lycée professionnel Théophile Gautier
- nr. 8: Hôtel de Fourcy[11]
- nr. 10: Hôtel de Châtillon
- nr. 12: Hôtel Lafont
- nr. 14: Hôtel de Ribault[12]
- nr. 16: Hôtel d’Asfeldt
- nr. 18: Hôtel de Clermont-Tonnerre
- nr. 20: Hôtel d’Angennes de Rambouillet
- nr. 22: Hôtel Laffemas
- nr. 24: Hôtel de Vitry
- nr. 26: Hôtel de Tresmes
- nr. 28: Pavillon de la Reine & Hôtel d’Espinoy[13]

De basis van het ontwerp vormde een koninklijk verblijf dat in 1608 gereed kwam aan de zuidkant van het plein, het door Louis Métezeau ontworpen Pavillon du Roi. Aan de noordzijde verrees het bijna identieke Pavillon de la Reine, beide met poortdoorgangen naar de achterliggende straten. Alle andere gebouwen waren iets lager, maar volgden hetzelfde ontwerp. Naast Métezeau ontwierp Claude Chastillon verschillende hôtels. Voor het eerst in Europa werd een plein bebouwd volgens een uniform plan met huizen van drie verdiepingen en open arcades op de begane grond. De 36 geschakelde hôtels staan allemaal met de daknok parallel aan de pleinzijde. Het ritme van de hoge schilddaken, gedekt met leisteen, wordt doorbroken door elegante dakkapellen en hoge schoorstenen. De rode baksteengevels worden verlevendigd door architectuurelementen van gele kalksteen, zoals de karakteristieke arcadebogen en de geblokte lisenen. De doorlopende arcades op de begane grond, die hier voor het eerst in Frankrijk werden toegepast, stonden model voor talloze pleinen en straten in heel Europa. Een voorbeeld daarvan in Parijs is de Rue de Rivoli, iets ten zuidwesten van het plein.

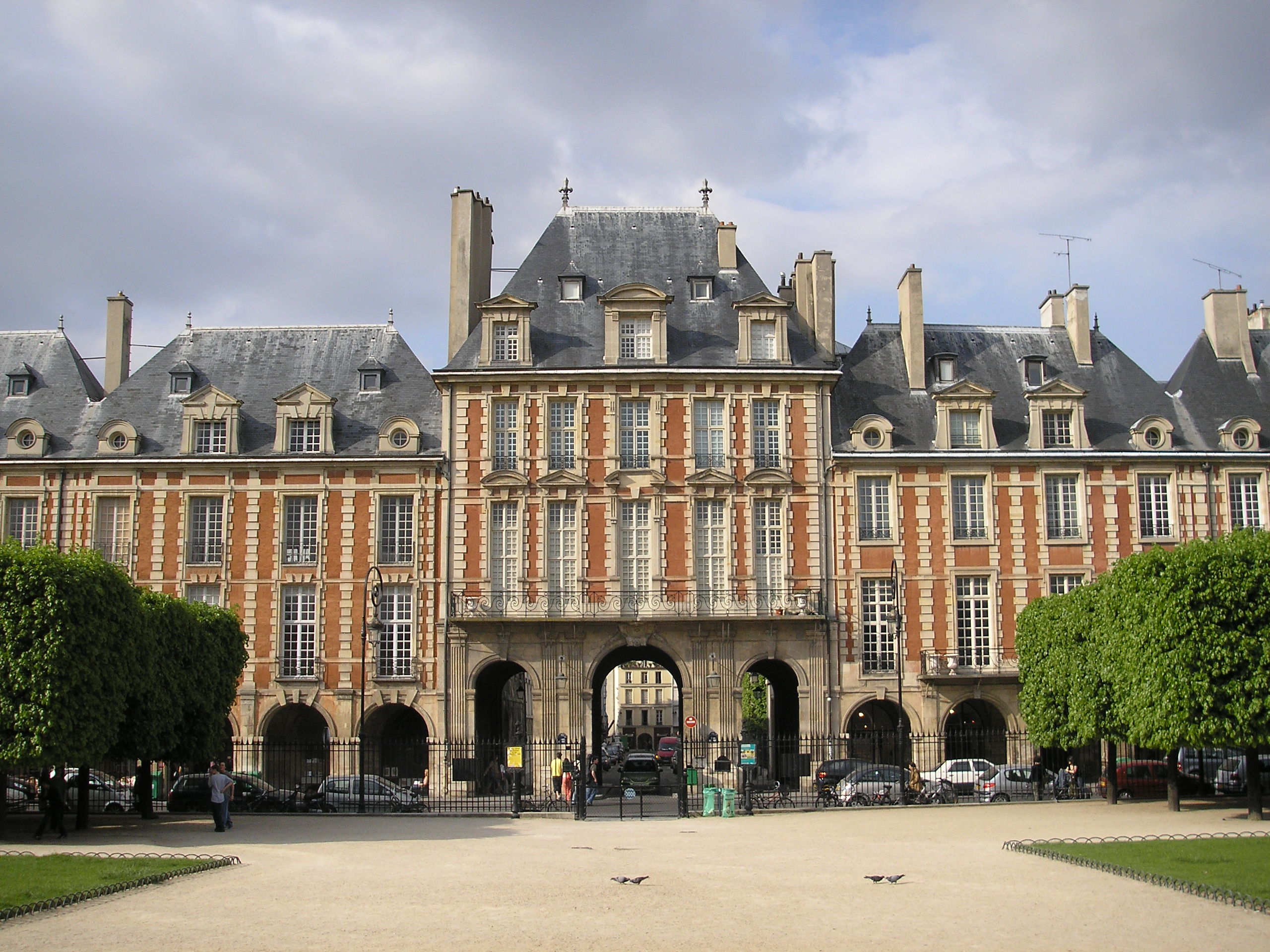
Pavillon de la Reine
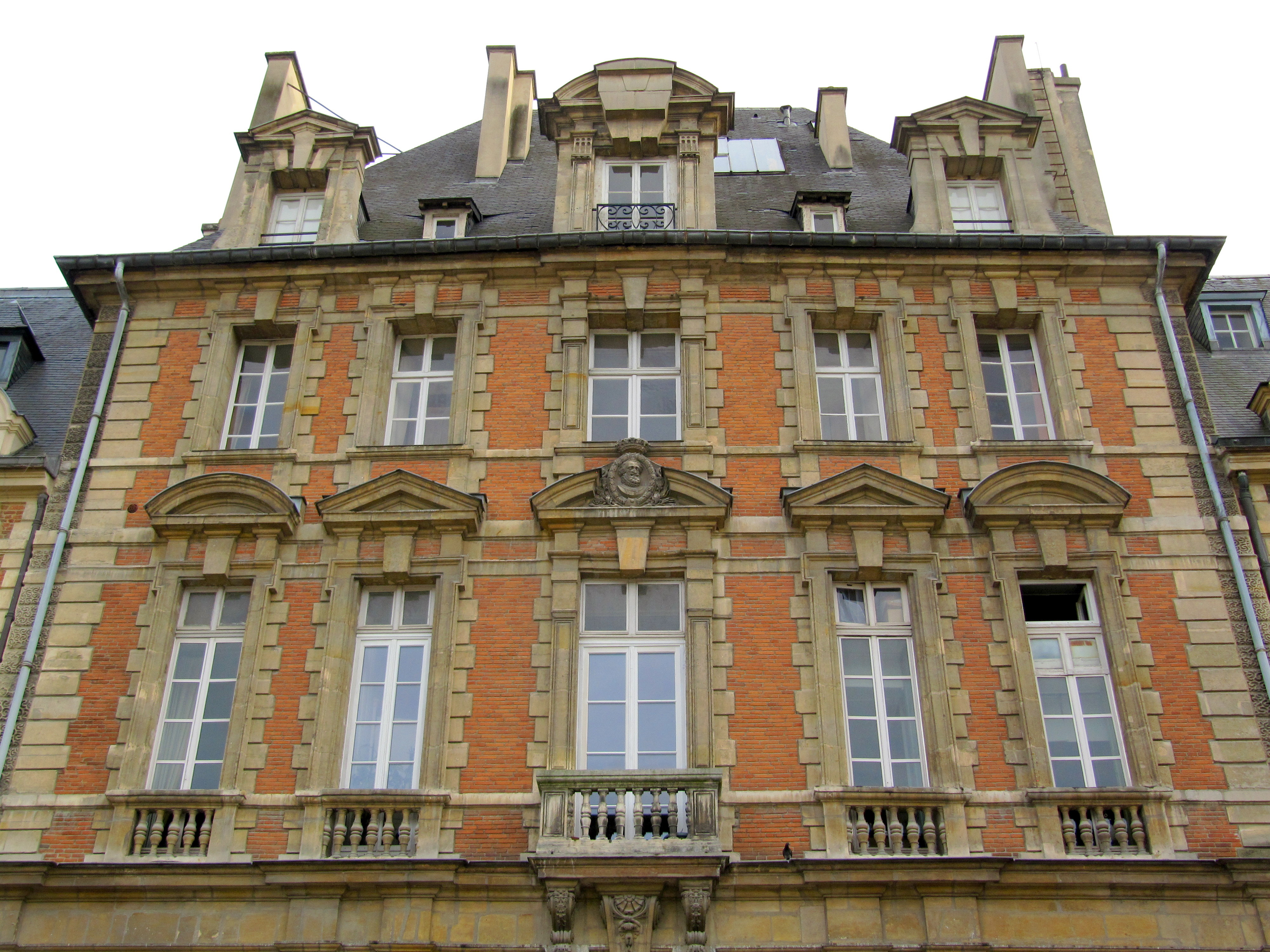
Detail Pavillon du Roi
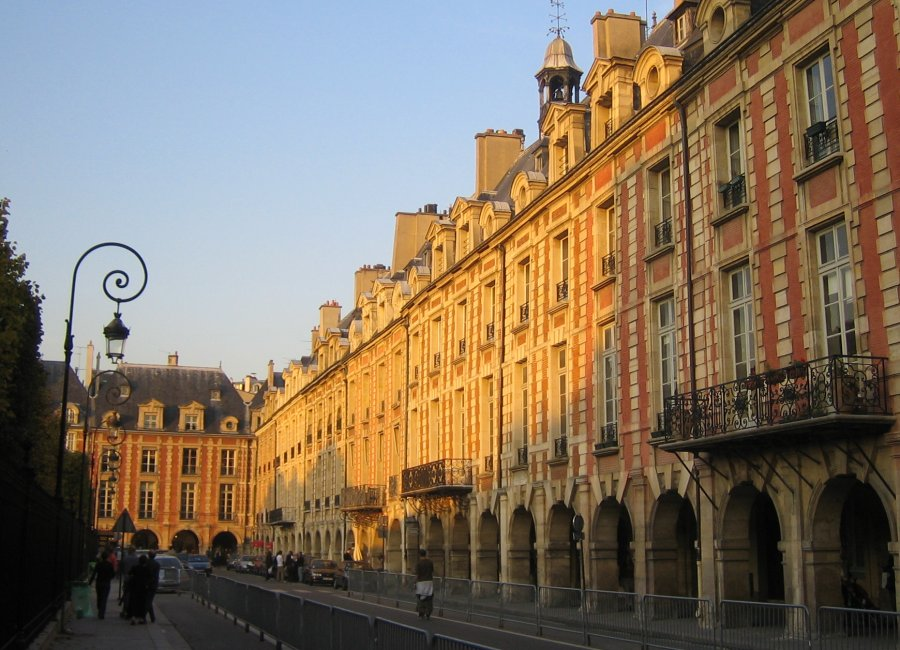
Noord- en oostgevel met arcades
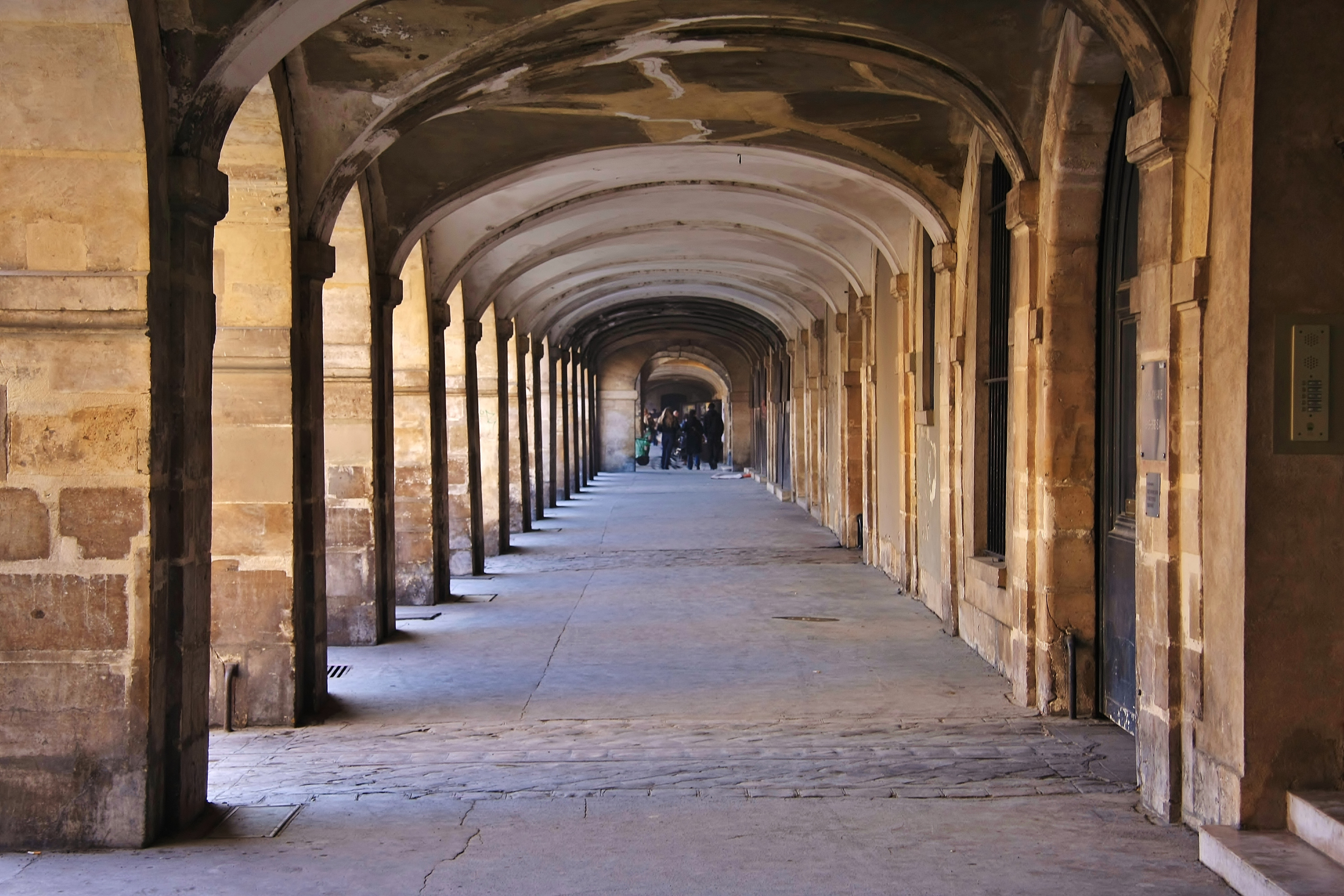
Interieur van een arcade

### Het park
Het centrale deel van het plein is ingericht als een 12.370 m² groot park, Square Louis XIII genoemd. De oorspronkelijke tuinaanleg in Franse stijl dateert uit 1682. In 1976 werd het park opnieuw ingericht, waarbij onder andere de bomen werden vervangen. Aan de randen van het plein staat thans een driedubbele rij Krimlindebomen en in het midden een cirkelvormige bomengroep met paardenkastanjes rond het beeld van Lodewijk XIII.
Midden in het park staat het ruiterstandbeeld van koning Lodewijk XIII, tijdens wiens bewind het plein werd voltooid. Het marmeren beeld vervangt het oorspronkelijke bronzen exemplaar uit 1639, dat tijdens de Franse Revolutie werd verwoest. Het huidige beeld is min of meer een kopie daarvan. De beeldhouwer Louis Dupaty kreeg de opdracht en na zijn dood werd het door Jean-Pierre Cortot voltooid. De onthulling vond plaats in 1825 (of 1829). Het beeld staat op een hoog voetstuk omgeven door een smeedijzeren hekwerk. Lodewijk XIII is gekleed als Romeinse keizer, hij draagt een borstharnas onder zijn mantel en een lauwerkrans op zijn hoofd. Met zijn linkerarm brengt hij een majesteitelijk groet. Het paard wordt ondersteund door een boomstam om te voorkomen dat het beeld instabiel wordt.
In 1825 werden ook de door Cortot ontworpen fonteinen geplaatst, die gevoed worden door het riviertje de Ourcq. De vier fonteinen zijn van Volvicsteen, een vulkanisch gesteente uit het Centraal Massief. Elke fontein bestaat uit twee ronde schalen, die op sokkels in een groot, rond bassin staan. Het water borrelt op vanuit de bovenste, kleinste schaal en stroomt over de rand naar de grotere schaal daaronder. Vandaaruit spuiten zestien leeuwenkoppen het water omlaag in het grote bassin.

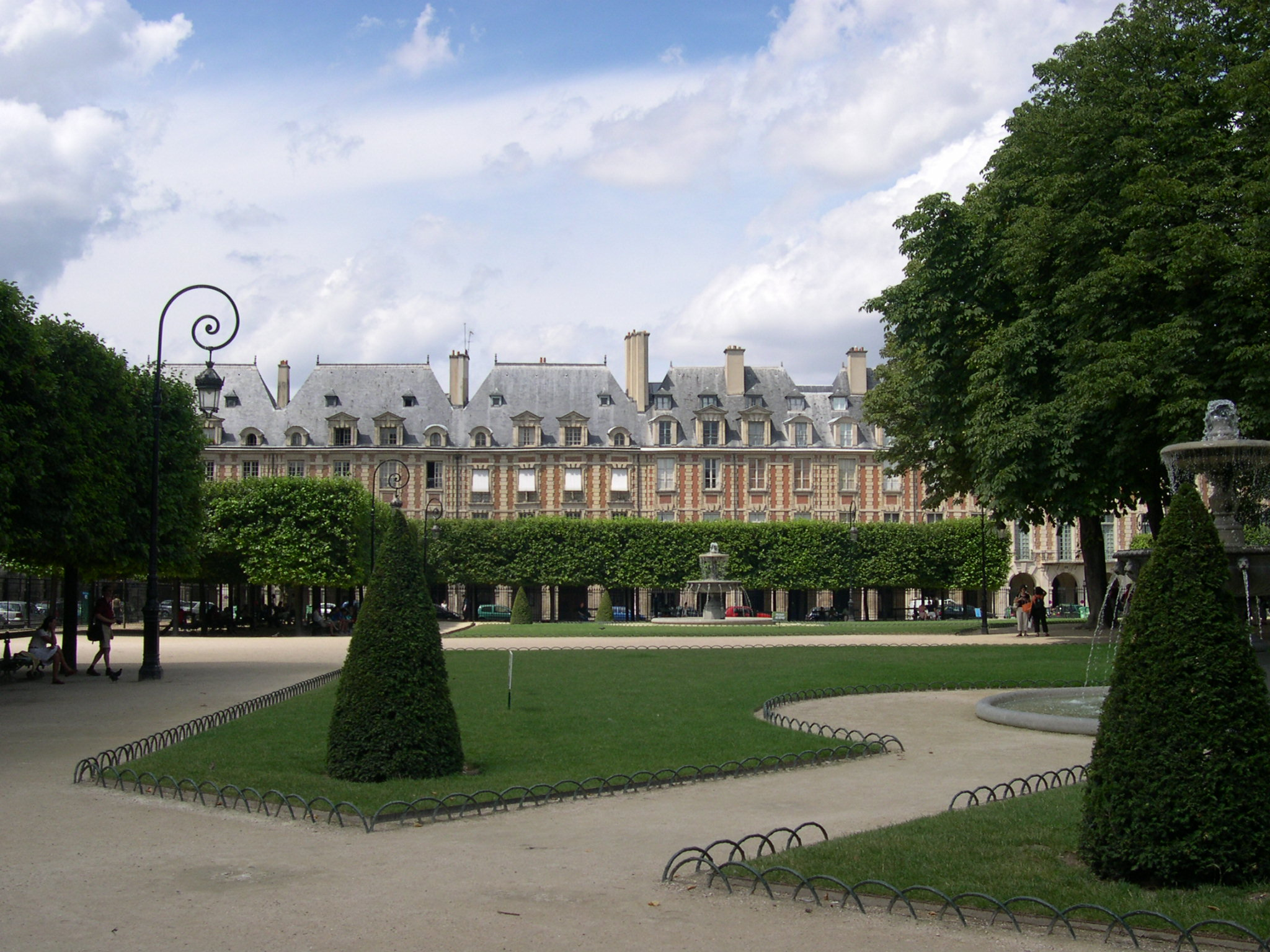
Geometrisch aangelegd park
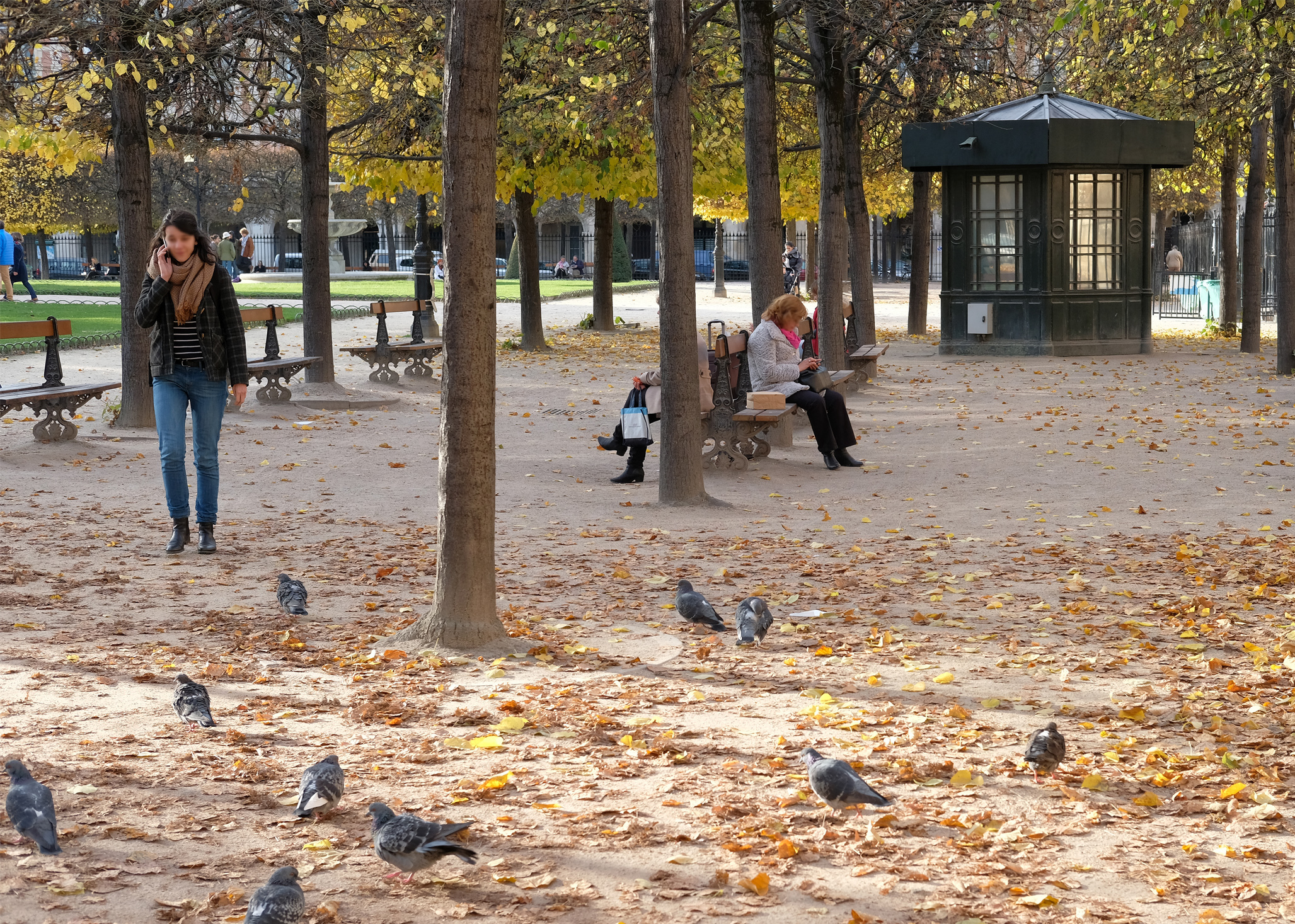
Banken en kiosk onder de bomen
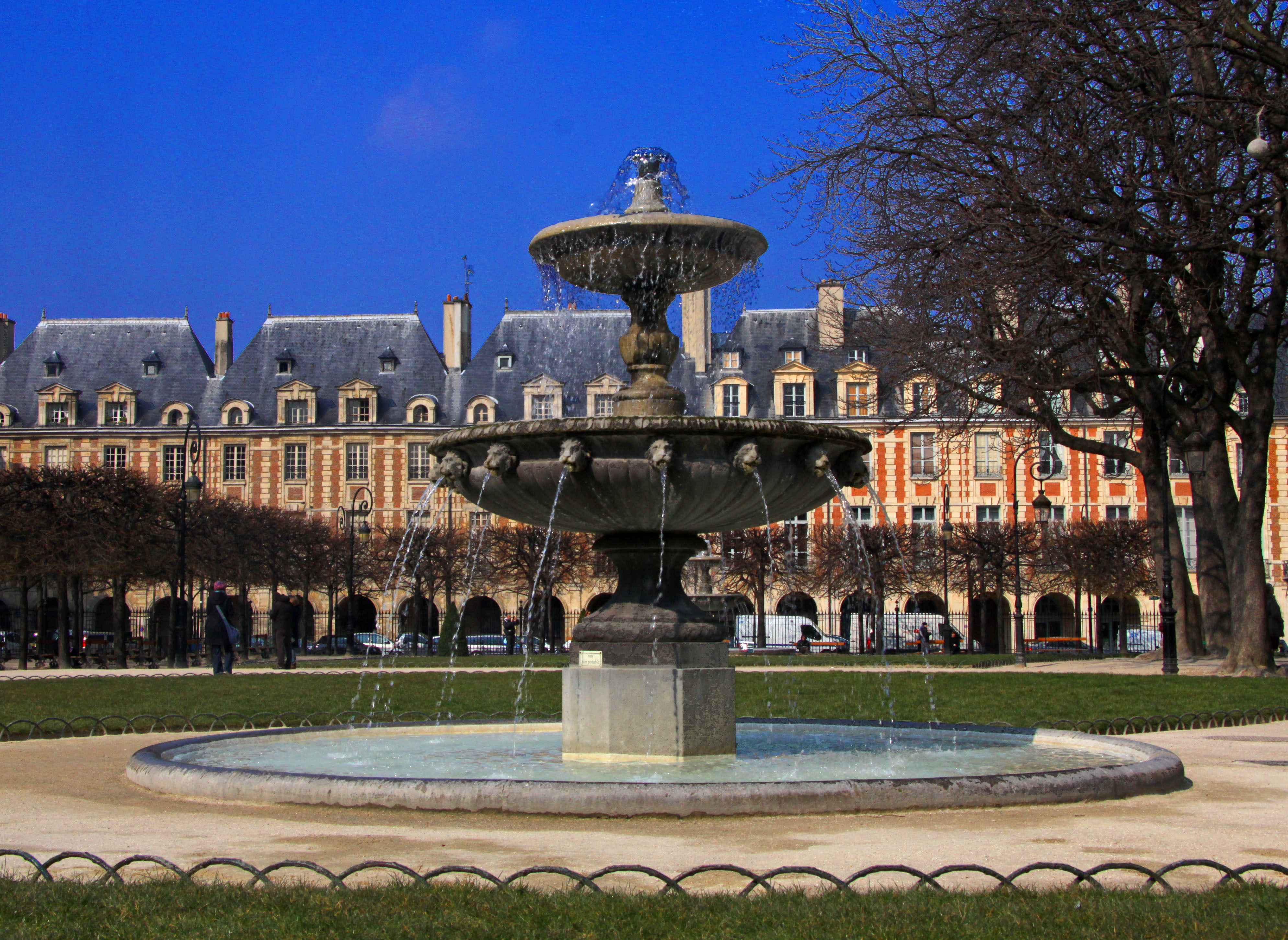
Een van de vier fonteinen
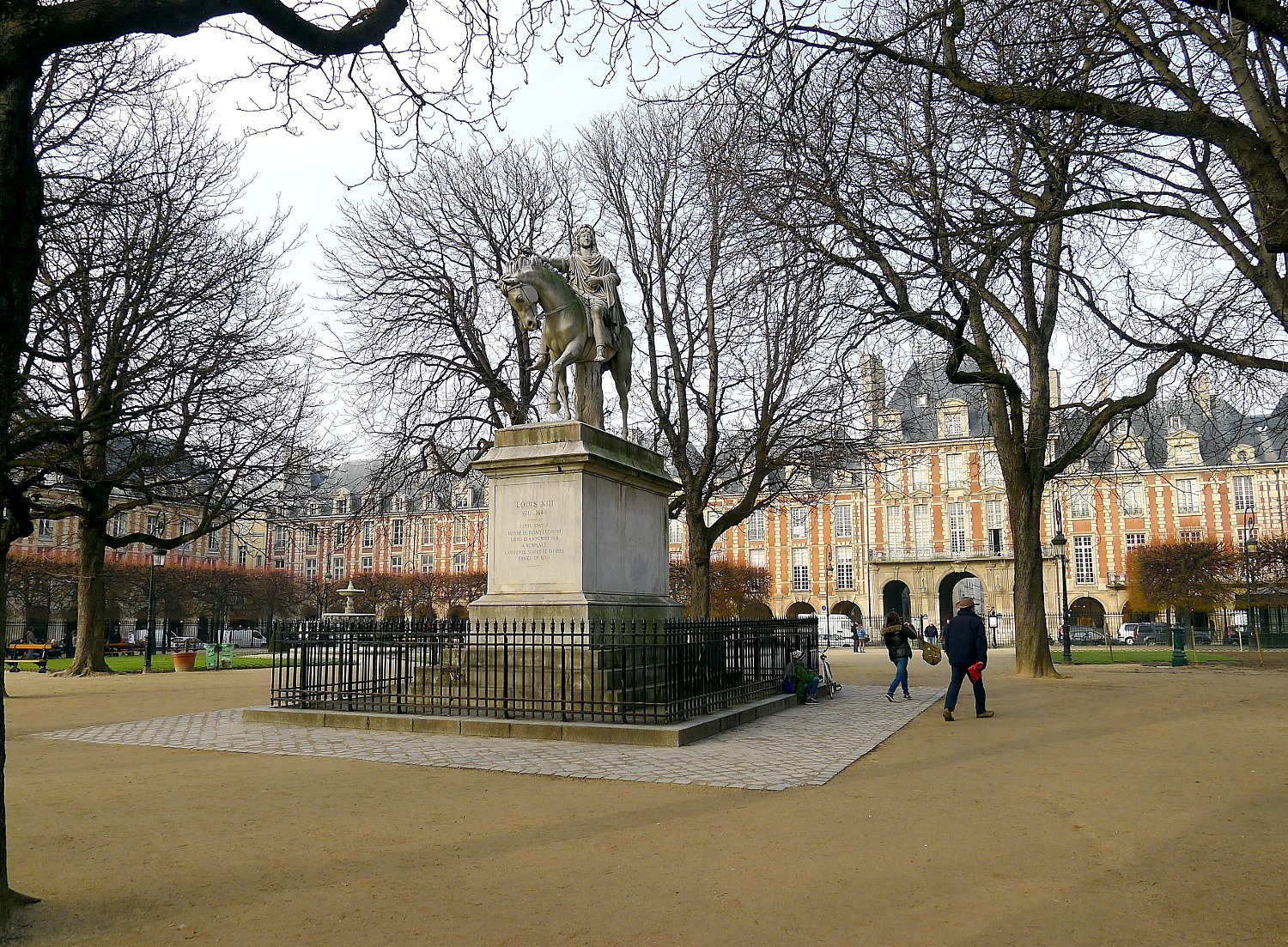
Standbeeld van Lodewijk XIII

## Trivia
- In Twintig jaar later van Alexandre Dumas père uit 1845, het vervolg op De drie musketiers, ontmoeten de musketiers elkaar op de Place de Vosges, toen Place Royal geheten.
- De videoclip van het lied Je saurai être ton amie van France Gall uit 1976 is op het plein opgenomen.
- Het plein is gedeeltelijk nagebouwd in het historisch themapark Puy du Fou in Les Epesses (Vendée).